# Tengella kalebi
Espèce
Tengella kalebi est une espèce d'araignées aranéomorphes de la famille des Zoropsidae.

## Distribution
Cette espèce est endémique du Chiapas au Mexique. Elle se rencontre dans les grottes Cueva de Río Hondo et Sumidero del Higo.

## Description
Le mâle holotype mesure 6,45 mm et la femelle paratype 7,75 mm. Cette espèce possède des yeux réduits.

## Systématique
Le nom valide complet (avec auteur) de ce taxon est Tengella kalebi Candia-Ramírez (d) & Valdez-Mondragón (d), 2014.

### Étymologie
Cette espèce est nommée en l'honneur de Kaleb Zárate-Gálvez.

### Publication originale
- (en), Candia-Ramírez et Valdez-Mondragón, « A new troglobitic species of the spider genus Tengella Dahl (Araneae, Tengellidae) from Chiapas, Mexico », Zootaxa, 2014, vol. 3764, n. 3, p. 377-386 lire en ligne).